# Anthriscus schmalhauseni
Anthriscus schmalhauseni är en flockblommig växtart som först beskrevs av Nicholas Michailovitj Albov, och fick sitt nu gällande namn av Koso-pol. Anthriscus schmalhauseni ingår i släktet småkörvlar, och familjen flockblommiga växter. Inga underarter finns listade i Catalogue of Life.